# 米哈伊爾·捷普林斯基
米哈伊尔·尤里耶维奇·捷普林斯基（羅馬化：Mikhail Yurʼyevich Teplinskiy；1969年1月9日—），俄羅斯聯邦武裝力量上將，出生於蘇維埃乌克兰顿涅茨克州，自2022年6月起担任俄罗斯空降部队司令。

## 生平
出生在蘇聯，曾经參加过车臣战争。

## 俄羅斯入侵烏克蘭
2022年6月，捷普林斯基被任命为俄罗斯空降兵總司令，負責領導赫尔松防御战。2023年1月24日，据英国国防部聲称，他因内部权力斗争而被解职。3月30日，国防部长绍伊古將其从休假中召回，并返回乌克兰战区，指挥扎波罗热方面的作战任务，否認了早前英国国防部聲称其「因内部权力斗争而被解职」的謠言。
瓦格納集團叛亂后有謠言稱他將會接替格拉西莫夫。
自2022年12月13日起，特普林斯基一直受到英国制裁。
在2024年3月11日，烏克蘭空軍宣称在赫爾松地區殲滅俄羅斯一個位於貨輪內的指揮所，米哈伊尔·尤里耶维奇·捷普林斯基當時疑似身處指揮所死亡。8月2日，捷普林斯基與國防部副部長叶夫库洛夫在空降兵日向一批士兵授勳，否認了早前死亡的謠言。

## 家庭
他已婚并有两个儿子和一个女儿。